# アンデルニー
アンデルニー (Anderny) はフランス北東部グラン・テスト地域圏 (2016年以前はロレーヌ地域圏) のムルト＝エ＝モゼル県にあるコミューン (自治体) で、人口は254人 (2017年1月1日現在) である。このコミューンはブリエー郡のペイ・ドゥ・ブリエー小郡に属している (2015年以前はオーダン・ル・ロマン小郡)。住民はアンデルノワと呼ばれる。

## 地理
アンデルニーはルクセンブルク市の南南西約35キロ、ティオンヴィルの西南西約21キロに位置している。アンデルニーを囲む近隣のコミューンは、北と北西がマラヴィレー、北と北東がオーダン・ル・ロマン、東と北東がサンシー、南と南東がテュクニュー、南と南西がマリー・マンヴィル、そして西と南西がモン・ボンヴィレである。

## 地名の変遷
- Andrenei (1282年)、Andreny (1439年)、Andernay (1494年)、Anderney (1576年)、Anderni (1628年)、Andernye (1682年)。
- ロレーヌ語: Andreni.

## 歴史
古くはロレーヌ地方の領地で、ブリニ―の管轄だった。トリーアの司教区で、バゼイユの司教が来ていた。
1338年頃、村には90人が住んでいた
1817年、アンデルニーは旧バロワ県に所属する村で、その当時は88戸、住民は443人であった。

## 人口統計
| 年                   | 1962 | 1968 | 1975 | 1982 | 1990 | 1999 | 2006 | 2013 |
| -------------------- | ---- | ---- | ---- | ---- | ---- | ---- | ---- | ---- |
| 人口                 | 446  | 326  | 288  | 241  | 199  | 222  | 303  | 259  |
| 出典: Cassini、INSEE |      |      |      |      |      |      |      |      |

## 文化遺産

### 場所と建造物

#### 民間の文化財
- 中世のらい病院
- 15世紀から19世紀の城塞、貴族の館
- マリオン夫人の穴 (Trou de la dame Marion) と呼ばれる深淵

#### 教会の文化財
- 13世紀第1四半期に建造されたサン＝テティエンヌ教会 (Saint-Étienne)。クワイヤだけは存続している。回廊と鐘楼は18世紀に再建された。回廊は1970年に再度補修されている。工事中に封印された聖杯棚の痕跡がある。
- サンシー通り12番地にあるキリスト受難像 (Calvaire)。受難像は1842年に建造され、費用はアンデルニーのニコラ・ジェラールが負担した。
- 17世紀に建てられた納骨堂 (Ossarium) は、教会の裏手にあり、1987年にフランスの歴史的記念物になった[3]。

## 出身者
- ヴィンコ・グロボカール - 作曲家